# Lapão
Lapão este un oraș în statul Bahia (BA) din Brazilia.

## Demografia
Populația sa era estimată în 2010 la 25.651 locuitori.